# Irländska upproret 1641
Det irländska upproret 1641 (iriska: Éirí Amach 1641) började som ett försök till statskupp av den irländska katolska aristokratin. De försökte ta kontroll över engelska protestantiska områden för att överföra dem till katolska irländare. Kuppen misslyckades och upproret utvecklades till en etnisk konflikt där irländska katoliker slogs mot engelska och skotska bosättare. Upproret var en början till den som kallar de irländska konfederationens krig.
Upproret startades av en rädsla bland katolikerna att anti-katolska styrkor som inte godkände Charles I be skulle invadera. Eftersom rebellerna från parlamentariskt håll misstänktes stödja Charles bidrog detta till att skapa det engelska inbördeskriget. Det engelska och skotska parlamentet vägrade upprätta en armé för att slå ner upproret om inte armén lydde under parlamentet och inte under kungen.
Det irländska upproret bröt ut i oktober 1641 och följdes av flera månader av våldsamt kaos innan den irländska katolska överklassen och prästerskap upprättade den Katolska konfederationen under sommaren 1642. Konfederationen blev de facto de styrande över större delen av Irland istället för den engelska administrationen och var lierade med rojalisterna i Wars of the Three Kingdoms. Det efterföljande kriget, det irländska konfederationens krig, fortsatte till 1650-talet, när Oliver Cromwells New Model Army besegrade de irländska katolikerna och rojalisterna, och återerövrade därmed landet.